# NGC 1933
NGC 1933 (również ESO 85-SC77) – gromada otwarta, znajdująca się w gwiazdozbiorze Złotej Ryby. Należy do Wielkiego Obłoku Magellana. Odkrył ją John Herschel 2 listopada 1834 roku. W bazie SIMBAD obiekty NGC 1932 i NGC 1933 mają zamienione nazwy, czyli gromada ta znajduje się tam pod oznaczeniem NGC 1932.